# Diego Manuel Chamorro Bolaños
Diego Manuel Chamorro Bolaños (* 9. August 1861 in Nandaime; † 12. Oktober 1923 in Managua) war vom 1. Januar 1921 bis zum 12. Oktober 1923 Präsident von Nicaragua.

## Leben

### Herkunft und frühe Laufbahn
Diego Manuel Chamorro Bolaños war der Sohn von Pedro Joaquín Chamorro y Alfaro, einem Halbbruder von Fruto Chamorro Pérez. Verheiratet war er mit seiner Cousine zweiten Grades, Dolores Bolaños Chamorro, mit der er eine Tochter hatte, Mercedes Chamorro Bolaños.
Chamorro Bolaños gehörte der Partido Conservador de Nicaragua an, er galt als einer der Intellektuellen dieser Partei. Unter Adolfo Díaz war er vom 9. Mai 1911 bis 1. Januar 1917 Außenminister Nicaraguas. 1921 folgte Don Diego seinem Neffen Emiliano Chamorro Vargas im Präsidentenamt nach. In seiner Partei wie in der konkurrierenden Partido Liberal erklärten viele seine Wahl mit Betrug.

### 1921 Constituyente Centroamericana
In der interzentralamerikanischen Außenpolitik wurde die Sorge um die US-Militärintervention in Nicaragua 1909–1925 instrumentalisiert, um die Macht der nicaraguanische Regierung zu neutralisieren. 1921, anlässlich des 100. Jahrestages der Unabhängigkeit Zentralamerikas von Spanien, lud der honduranische Präsident Rafael López Gutiérrez zu einer Konferenz ein, auf welcher ein Pacto de Unión de Centro América unterzeichnet wurde. Nachdem sich Nicaragua von dem Pakt zurückzog und er im Parlament von Costa Rica nicht unterzeichnet wurde, bestand diese Unión de Centro América aus El Salvador, Guatemala und Honduras. Ein provisorischer Bundesrat setzte eine Verfassunggebende Versammlung ein, welche 1921 eine Verfassung für die República Federal de Centro América erließ. Präsident in diesem Gremium wurde Policarpo Bonilla. Während seiner Präsidentschaft, schlug Chamorro Bolaños einen Putschversuch der Partido Liberal de Honduras in der Armee nieder und unterband mit einer Vereinbarung mit dem Präsidenten von Honduras, Rafael López Gutiérrez, die weitere Unterstützung der Partido Liberal de Nicaragua durch die honduranische Regierung.

### 1923 Tratado General de Paz Y Amistad
Unmittelbar nachdem sich die Regierung von Chamorro Bolaños aus der Constituyente Centroamericana und damit aus der Unión de Centro América zurückgezogen hatte, begannen Gespräche über einen weiteren Tratado General de Paz Y Amistad (‚Allgemeiner Friedens- und Freundschaftsvertrag‘) nach dem von 1907 wieder auf dem Kreuzer USS Tacoma welcher im Hafen von Corinto (Nicaragua) ankerte.
und wieder mit einer anschließenden Vertragsunterzeichnung am 7. Februar 1923 in Washington. Der Vertrag bekräftigte das Prinzip der gegenseitigen Nicht-Anerkennung von gewaltsam ins Amt gekommenen Regierungen, verpflichtete zu einer Rüstungsbegrenzung, und der Bildung von Untersuchungsgerichten für zukünftige Konflikte, welche einzelne Staaten betreffen. Der diplomatische Umgang der Regierung Chamorro Bolaños mit der Constituyente Centroamericana sowie der Tratado General de Paz Y Amistad von 1923 trugen zum Ende der ersten US-Intervention in Nicaragua bei.

### Ley Dodd
In Washington waren auch Vereinbarungen über die Wahlverfahren in den fünf zentralamerikanischen Staaten getroffen worden. Das entsprechende Wahlgesetz wurde von Nicaragua am 20. März 1923 ratifiziert und – allgemein Ley Dodd genannt – vom Parlament angenommen. Es beruhte wesentlich auf Vorschlägen des US-amerikanischen Politikwissenschaftlers Harold Willis Dodds (1889–1980). Das Gesetz war auf ein schwer überwindbares Zweiparteiensystem hin angelegt. Gestattet wurde zudem, dass in der Wahlbehörde, dem Consejo Nacional de Elecciones, Vertreter der US-Streitkräfte mitwirken.

### Weitere politische Entscheidungen
Die Regierung Chamorro Bolaños zentralisierte die Córdoba-Emission in der Banco Nacional de Nicaragua und verpflichtete sich zu einem Goldstandard.
Private Bildungsinstitute wurden wieder zugelassen, in der Folge konnte die Gesellschaft Jesu erneut im Bildungsbereich aktiv werden.
Als Chamorro Bolaños im Amt starb, übernahm verfassungsgemäß sein Stellvertreter Bartolomé Martínez González das Amt bis zum Ende der Legislaturperiode am 1. Januar 1925.